# رژه چینگای
رژه چینگای (به انگلیسی: Chingay parade) یک حرکت دسته جمعی خیابانی است که به‌طور معمول در بزرگداشت زادروز خدایان چینی یا برخی مواقع در تجمع مراسم الهه رحمت به عنوان بخشی از فستیوال سال نو چینی در مالزی و سنگاپور برگزار می‌شود. پیدایش خود کلمه چینگای، از جوامع چینی جنوب شرقی آسیا می‌باشد، که ترکیب آوانگاشتی معادل دو لغت، یکی لغت "真藝" (zhēnyì) در نوع چینگای پنانگ به معنی «هنر حقیقی» و دیگری، لغت "妝藝" (zhuāngyì) در نوع چینگای سنگاپور به معنی «نمایش خردنگار زینت آرایی شده» است. PAYM (انجمن مردمی نهضت جوانان) مشارکت فعالی در چینگای سنگاپور داشته است. امروزه، رژه توسط همه جوامع دو کشور مالزی و سنگاپور جشن گرفته می‌شود.

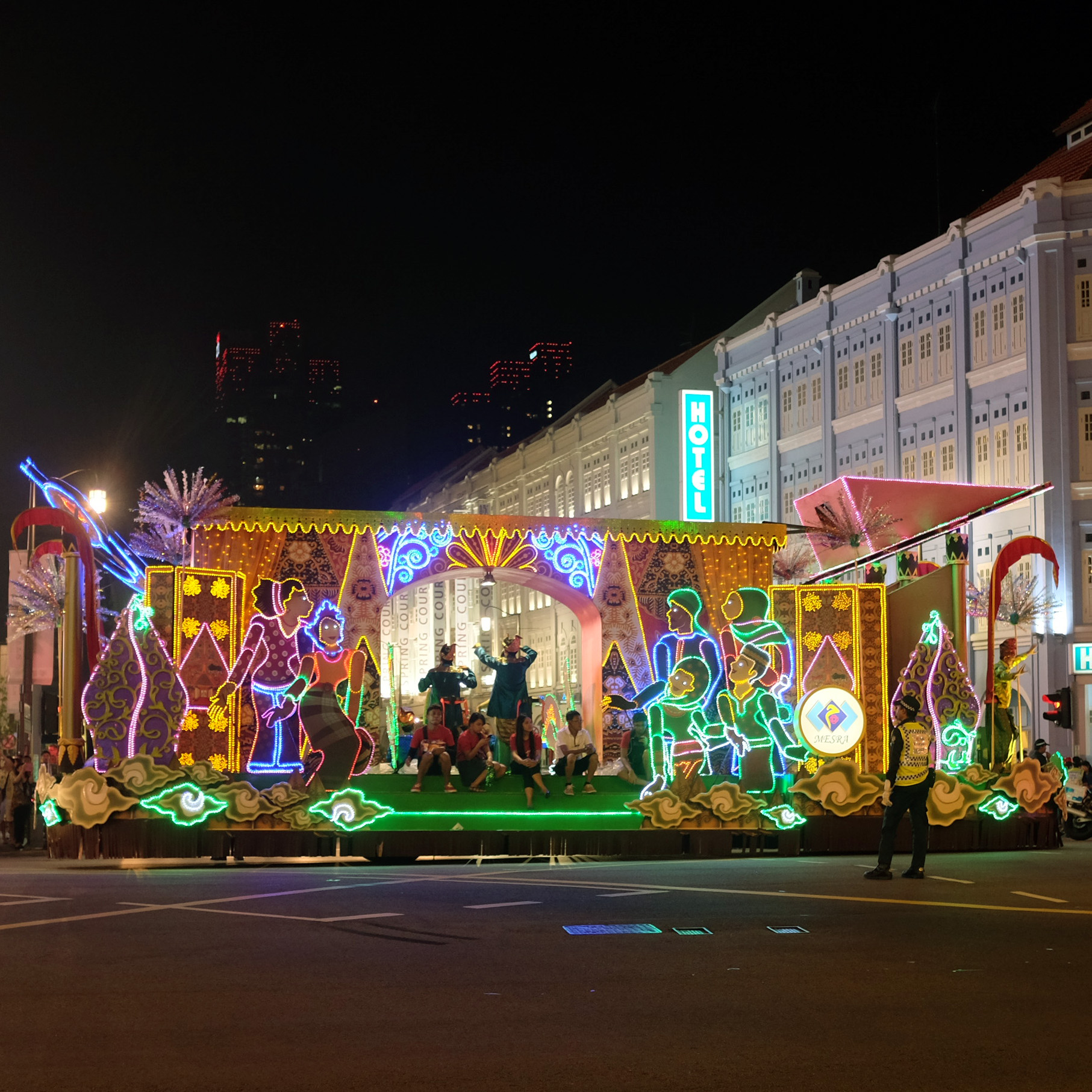
رژه چینگای در سال ۲۰۱۴

## آغازگاه
حرکت دسته جمعی چینگای در بزرگداشت زادروز خدایان چینی یا حرکت دسته جمعی الهه رحمت برگزار می‌گردید. اینکار برای حفظ تداوم عبادت و بهره‌مندی از برکات معبود بود. در زمان قدیمی‌ترین حرکت دسته جمعی در بیش از ۱۰۰ سال قبل، قدیمی‌ترین روزنامه‌های انگلیسی اکو در مالزی، برای این رویداد ویژه، نام راهپیمایی چینگای را جهت گزارش در روزنامه انتخاب کردند.
چینگای از چین نشأت گرفته است، و چینی‌های پنانگ برای اولین بار در هنگام راهپیمایی الهی، چینگای را اجرا کردند. این یک هنر خیابانی است که اجرا کننده یک پرچم بسیار بزرگ را، که بین ۲۵ تا ۳۲ فوت (۷٫۶ تا ۹٫۸ متر) ارتفاع و حدود ۶۰ پوند (۲۷ کیلوگرم) وزن دارد، با تعادل حمل می‌کند.
امروزه در مالزی و سنگاپور، چینگای نه تنها توسط چینی‌ها اجرا می‌شود، بلکه به صورت موفقیت‌آمیزی مالایی‌ها و هندی‌ها را به سمت خود جذب نموده است. این مراسم به یک اجرای چند نژادی بی نظیری تبدیل شده است. محبوبیت چینگای در پنانگ، آن را به یکی از نمادهای فرهنگی شکوهمند و هم چنین جاذبه گردشگری با اهمیتی تبدیل کرده است.

## چینگای در مالزی

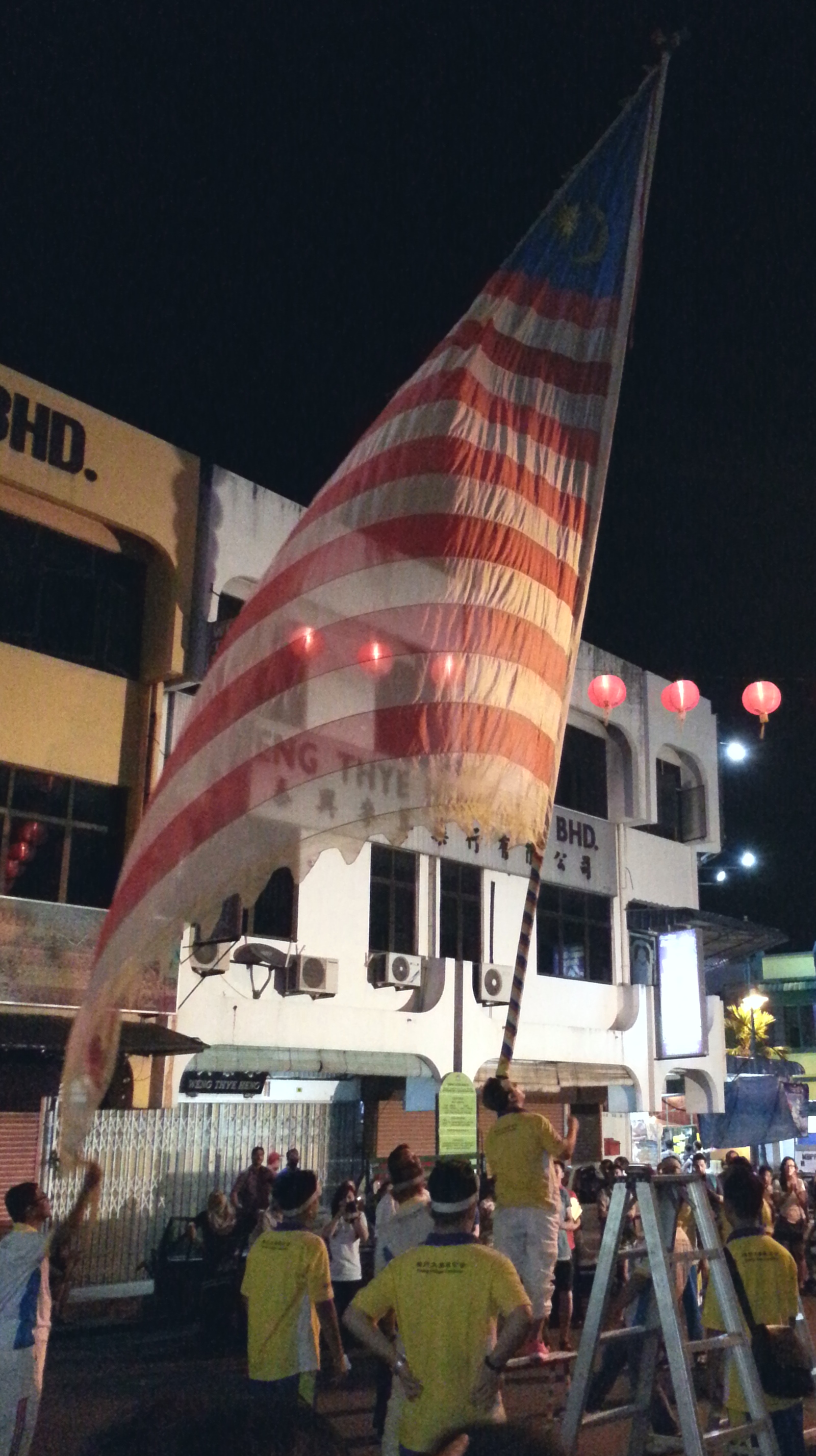
چینگای پنانگ

رژه چینگای در سال ۲۰۱۲، میراث فرهنگی ملی اعلام گردیده است.

### پنانگ
ردپای اولیه رژه چینگای پنانگ به رقابت وسایل تزئین شده در حال حرکت که در سال ۱۹۰۵ برگزار می‌شد، بر می‌گردد.

## چینگای در سنگاپور
در سال ۱۹۷۲، به خاطر خطرات مختلف ناشی از آتش از قبیل جراحات، مرگ و آسیب به اموال، دولت سنگاپور لایحه‌ای را تصویب کرد که طبق آن آتش‌بازی در سنگاپور ممنوع است.